# Відносини між Німеччиною та Лівією
Німецько-Лівійські відносини — двосторонні відносини між центральноєвропейською державою Німеччина та північноафриканською державою Лівія. Німеччина представлена в Лівії посольством у Триполі (наразі закрито) та дипломатичним представництвом у Бенгазі, тоді як Лівія має посольство в Берліні (наразі закрите). Відносини між цими країнами були напруженими наприкінці 1980-х років після інциденту з бомбардуванням, але з тих пір покращилися завдяки дедалі тіснішій співпраці, особливо в економічних питаннях. Однак під час громадянської війни в Лівії 2011 року Німеччина політично стала на бік Національної перехідної ради, яку вона визнала законним урядом Лівії після розриву зв'язків з режимом Муаммара Каддафі.

## Історія
Німецьке втручання в Лівію бере свій початок принаймні з часів Західної пустельної кампанії, коли Лівія була колонією Королівства Італія.
Пізніше Лівію звинуватили у вибуху на дискотеці в Берліні в 1986 році після того, як телексні повідомлення були перехоплені з Лівії до лівійського посольства в Східному Берліні, в яких вони вітали їх з добре виконаною роботою.
У 1997 році Німеччина була другим «найважливішим торговельним партнером» Лівії. Як пишуть Девід Е. Лонг і Бернард Райх, «відносини Лівії із Західною Європою, особливо з Німеччиною… з якими Лівія має широкі ділові зв'язки, були кращими, ніж її відносини зі Сполученими Штатами. Лівія також експортує свою легку, солодку нафту в Західну Європу, в першу чергу в Німеччину…»
У 2004 році делегація на чолі із заступником міністра закордонних справ Німеччини відвідала Лівію. Під час візиту вони зустрілися з Президентом Лівії, щоб обговорити двосторонні зв'язки та взаємну співпрацю. Ще одним питанням, яке обговорювалося, були протипіхотні міни, встановлені німецькою армією під час Другої світової війни. Агентство «Сіньхуа» повідомило, що ця зустріч також призвела до «підписання великих угод в енергетичному секторі, що започаткувало абсолютно нові відносини між Лівією та Німеччиною».
У 2020 році канцлер Ангела Меркель оголосила, що Німеччина прийматиме мирні переговори між воюючими сторонами Лівії.

## Рекомендована література
- «Лівія приваблює німецьких та європейських інвесторів». Afrique en Lique. 27 квітня 2009 року. Архів оригіналу за 2 серпня 2009. Процитовано 9 травня 2009.
- «Німеччина та Лівія досягли угоди про компенсацію за напад на нічний клуб». від FindArticles. Серпень 2004 року. Архів оригіналу за 2 серпня 2009. Процитовано 9 травня 2009.
- Taylor & Francis Group, Люсі Дін, Близький Схід і Північ Африка 2004: 2004 (Routledge, 2003), 808.
- Девід Е. Лонг і Бернард Райх, Уряд і політика Близького Сходу і Північної Африки (Westview Press, 2002), 388—389.
- Xinhuanet - Англійська ::". Архів оригіналу за 2004-11-28. Процитовано 2009-05-05.
- Владімір Солдаткін, Габріель Тетра-Фарбер, Андреас Рінке та Джуліо Піоваккарі (11 січня 2020 р.), канцлер Німеччини Меркель каже, що Берлін прийматиме мирні переговори щодо Лівії Архівовано 2021-02-25 у Wayback Machine Reuters.